# ویلیام میلر (قایقران روئینگ، زاده ۱۹۰۵)
ویلیام میلر (انگلیسی: William Miller; ۱۶ مارس ۱۹۰۵ – مهٔ ۱۹۸۵) قایقران روئینگ اهل ایالات متحده آمریکا بود.